# Platyarthrus lindbergi
Platyarthrus lindbergi is een pissebed uit de familie Platyarthridae. De wetenschappelijke naam van de soort is voor het eerst geldig gepubliceerd in 1958 door Albert Vandel.